# Chérif Ghemmour
 (mai 2020).
Si vous disposez d'ouvrages ou d'articles de référence ou si vous connaissez des sites web de qualité traitant du thème abordé ici, merci de compléter l'article en donnant les références utiles à sa vérifiabilité et en les liant à la section « Notes et références ».
Chérif Ghemmour est un journaliste sportif français né à Colombes.

## Parcours
Avant d'être journaliste sportif, Chérif Ghemmour est d'abord un spécialiste de musique. Depuis 2002, il travaille pour le mensuel So Foot dont il est l'un des fondateurs. Magazine qui se veut le premier mêlant football, culture et société, dans une tonalité satirique et ironique.
Pendant la coupe du monde 2006, l'Euro 2008 et la coupe du monde 2010, dans le cadre d'un partenariat entre So Foot et le journal quotidien généraliste Libération, il écrit des articles de football pour Libé. Il a aussi été éditorialiste pour le mensuel masculin GQ.
En 2008, à l'occasion du film Maradona réalisé par Emir Kusturica, il réalise un documentaire de 20 minutes intitulé Maradona by Chérif Ghemmour.

## Chroniqueur TV et radio
Entre 2006 et 2008, il était chroniqueur régulier dans l'émission de Pierre-Louis Basse sur Europe 1, Bienvenue au club chaque lundi de 20h à 22h30. Il a aussi été intervenant dans L'édition du soir sur L'Équipe TV.
En mai 2010, il rejoint l'équipe de journalistes de L'After Foot sur RMC aux côtés de Gilbert Brisbois, Daniel Riolo, Jean-François Pérès, Marc Ambrosiano ou encore Florent Gautreau. Depuis novembre 2010, il est également chroniqueur dans l'émission football de RFI, Radio Foot Internationale présentée par Annie Gasnier avec notamment Alejandro Valente, Xavier Barret (France Football) ou Rémy N'Gono.
Depuis janvier 2011, il est chroniqueur dans Lundi Foot chaque lundi de 18h à 20h15 sur Eurosport animée par Thomas Bihel accompagné d'Anaïs Baydemir, Fabienne Darnaud et Giovanni Castaldi. Comme de nombreux éditorialistes spécialisés dans le football tels que Pierre Ménès ou Daniel Riolo, Chérif Ghemmour tient aussi son blog sur Eurosport.fr intitulé Tac au Tacle.
Pour la saison 2010-2011, Chérif Ghemmour commente les matchs du championnat des Pays-Bas diffusés sur Ma Chaîne Sport.
Il intervient régulièrement sur RFI dans l'émission Radio Foot International avec Annie Gasnier, Carine Galli, Habib Beye, Rémy N'Gono, Bruno Salomon, Gilles Verdez et Hervé Penaud.